# Sylvester Stallone
Sylvester Gardenzio Stallone, född 6 juli 1946 i New York, är en amerikansk skådespelare, manusförfattare, regissör och filmproducent. Stallone fick sitt stora genombrott som den ikoniska boxaren Rocky Balboa i Rocky (1976), en roll han sedan dess repriserat åtta gånger. Han etablerade sig i actiongenren med karaktären John Rambo, en nästintill lika ikonisk roll, i First Blood (1982) som han också repriserat flertalet gånger. Han anses vara en ikon inom actionfilmer och är en av enbart tre skådespelare som någonsin nominerats i de båda kategorierna Bästa manliga skådespelare och Bästa originalmanus på Oscarsgalan samma år.
Stallone har också skapat filmserien The Expendables och även medverkat i franchiserna Escape Plan och Guardians of the Galaxy. I övriga roller märks actionfilmerna Cobra (1986), Tango and Cash (1989), Cliffhanger (1993), Demolition Man (1993) och Specialisten (1994). Han har också medverkat i filmer utanför actiongenren med oftast nedslående resultat som i komedierna Oscar (1991) och Stopp! Annars skjuter morsan skarpt (1992).
Stallone har trots sina framgångar också mottagit priser för både 1980-talets Sämsta skådespelare och Århundradets sämsta skådespelare på anti-galan Golden Raspberry Awards. Han är den skådespelare som nominerats och vunnit flest gånger på galan. Sedan den 16 januari 2025 innehar han ämbetet Specialambassadör i Hollywood, som "ska göra Hollywood starkare än någonsin", under presidenten Donald Trump. Vad uppdraget innefattar eller hur det ska genomföras är inte specificerat.

## Biografi

### Uppväxt
Sylvester Stallone föddes i området Hell's Kitchen i New York. Han är den äldste sonen till frisören Francesco "Frank" Stallone Sr. (1919-2011) och fribrottningspromotorn Jacqueline "Jackie" Stallone (1921-2020) född Labofish. Hans mor var född i Washington D.C. medan hans far immigrerade från Gioia del Colle i Italien på 1930-talet. Stallones yngre bror är skådespelaren och musikern Frank Stallone. I många biografier och artiklar om Stallone har det påståtts att hans fullständiga namn är Michael Sylvester Gardenzio Stallone. Hans mor har i en intervju förklarat att Stallone först döptes till Tyrone efter skådespelaren Tyrone Power. Hans far ändrade namnet till Sylvester. Hans smeknamn som ung var "Binky", men efter att klasskamrater började kalla honom "Stinky" bönade han om att kallas Mike/Michael istället. Hans mellannam Gardenzio är en version på det italienska namnet Gaudenzio och han kortade ofta ned det till Enzio.

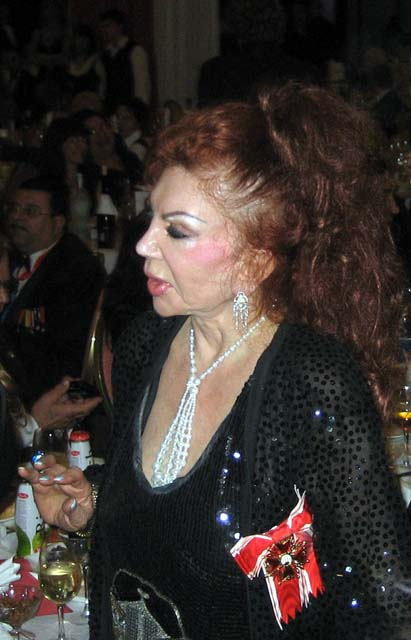
Stallones mor, Jackie Stallone 2008.

Komplikationer under Stallones förlossning tvingade förlossningsläkarna att använda två förlossningstänger, vilket avskilde en nerv som orsakade förlamning i den nedre delen av hans vänstra ansikte (däribland delar av hans läpp, tunga och kind). Det har i sin tur gett honom hans karakteristiska morrande utseende och släpande tal. Det resulterade även i att han utsattes för mobbing under barndomen vilket ledde till att han började med kroppsbyggning och skådespel. En studievägledare sade till Stallones mor: "Din son kommer alltid kunna sitta vid en sorteringsmaskin eller bli assistent till en hantverkare, eller hissoperatör". Stallone bestämde sig då för att satsa på skådespel och manusförfattande.
Stallone tillbringade sina första år inackorderad hos fosterfamiljer och återförenades med sina föräldrar först när han var fem år gammal då de flyttade till Maryland. Kort därefter flyttade de till Washington D.C. där hans far öppnade en skönhetssalong. 1954 öppnade hans mor ett gym som hette "Barbella's". När föräldrarna skildes då han var 11 år gammal bodde han med sin far, men skulle återförenas med sin omgifta mor i Philadephia när han var 15.
Stallone blev framröstad som "Mest sannolik att hamna i elektriska stolen" i sin högstadieklass. Han fortsatte studera på både Notre Dame Academy och Abraham Lincoln High School i Philadephia. Han fortsatte på militärskola i Charlotte Hall i Maryland innan han började på Miami Dade College. Under två år, mellan 1965 och 1967, bodde han i Schweiz och studerade på American College of Switzerland. När han kom tillbaka till USA påbörjade han teaterstudier på University of Miami mellan 1967 och 1969 men tog aldrig sin examen. Han skulle 1998 få sin konstnärliga kandidatexamen då han bad om att få sitt yrkesliv inom skådespelande omvärderat till de sista poängen han behövde för att få sin examen.

### Tidiga roller
Stallone använde artistnamnet Mike Stallone fram till 1969. Han gick en kort period också under namnet Sylvester E. Stallone. Mellanbokstaven försvann sedan. 1968, medan han fortfarande gick på University of Miami, fick han sin första roll som statist i dramat The Square Root (1969). Samma år påbörjade Stallone och John Herzfeld en egen lågbugetfilm kallad Horses som aldrig blev färdigställd. Stallone flyttade till New York och fortsatte få statistroller samtidigt som han tog udda jobb för att överleva, som städare på zoo och vaktmästare på en teater. Han fick sparken från teatern då han sålde biljetter i andra hand. Stallone bodde med sin flickvän Sasha Czack som nästintill försörjde båda två på sin servitrislön. Samtidigt fortsatte Stallone utveckla sitt skrivande och besökte ofta biblioteket och skulle bli fascinerad av författaren Edgar Allan Poe.
Stallone fick sin första huvudroll i den mjukpornografiska The Party at Kitty and Stud's (1970). Han fick 200 dollar i lön för två dagars arbete. Stallone har senare berättat att han tog arbetet i ren desperation. Han hade blivit vräkt och varit hemlös i tre veckor då han sov på Bussterminalen i New York när han såg annonsen för rollen. "Det var antingen att göra den filmen eller råna någon, jag var i slutet, det absoluta slutet, av repet" har han sagt i en intervju med Playboy. När Stallone senare slog igenom med Rocky lanserades filmen igen med namnet Italian Stallion för att tjäna pengar på Stallones nyvunna kändisskap. Titeln togs från karaktären Rockys smeknamn. Stallone medverkade också i den erotiska off-Broadway pjäsen Score (1971) som gick under 23 kvällar. Pjäsen blev 1974 en film av Radley Metzger.
1972 var Stallone redo att kasta in handduken då han misslyckats med att få en roll i Gudfadern (1972) och istället hamnade i en annan stor Hollywoodproduktion med Go’dag yxskaft?. Stallone var knappt märkbar i sin statistroll. Det råkade sig som så att en vän vid tidpunkten bad Stallone vara med i en mindre roll i en pjäs och där såg en agent honom på scen och tyckte han vore perfekt i rollen som Stanley i Adjö till gänget (1974). Filmen, som hade en sån liten budget att Stallone skämtat om att han fick betalt i T-shirts, började spelas in redan 1972 men fick inte premiär förrän två år senare. Den blev uppskattad av en del kritiker. Han fick genom sitt deltagande också en framträdande roll i idependentfilmen Tjallaren (1973). Den skulle precis som The Party at Kitty and Stud's senare klippas om och byta namn till Rebel och placera Stallones namn högst upp i ett försök att tjäna pengar på namnet Stallone. År 1990 blev den återigen klippt på nytt, denna gång som en komedi och släpptes under namnet A Man Called... Rainbo.
Under 1975 fick Stallone flera biroller i filmer som Snacka om trubbel, Capone, Death Race 2000 och Kör hårt, Marlowe. Han var dessutom med som gästskådespelare i TV-serierna Police Story och Kojak. Det ska också finnas uppgifter om att han hade en mindre roll i Mandingo men att hans scen klipptes bort och kvar finns ett bakhuvud man tror är Stallones.

### Genombrott med Rocky
Stallone fick ett brett internationellt genombrott med den framgångsrika Rocky (1976), ett sportdrama om den kämpande boxaren Rocky Balboa som ska möta tungviktsmästaren Apollo Creed. Stallone var på matchen mellan Muhammad Ali och Chuck Wepner den 24 mars 1975. Samma kväll åkte han hem och började skriva på manuskriptet till Rocky vilket var klart efter tre dagar. Stallone har alltid förnekat att Wepner var den större inspirationen till Rocky, men när Wepner lämnade in en stämningsansökan mot Stallone så gjorde de upp om en hemlig summa vilket gav Wepner rätt. Stallone försökte sälja manuset till flera stora filmstudios och hade sig själv i åtanke som huvudrollen. Producenterna Irwin Winkler och Robert Chartoff erbjöd Stallone 350 000 dollar för rättigheterna till filmen, men de hade andra idéer till vem som skulle spela huvudrollen däribland Robert Redford och Burt Reynolds. Stallone vägrade om han inte fick huvudrollen och efter tuffa förhandlingar och en mycket mindre budget kom de överens.

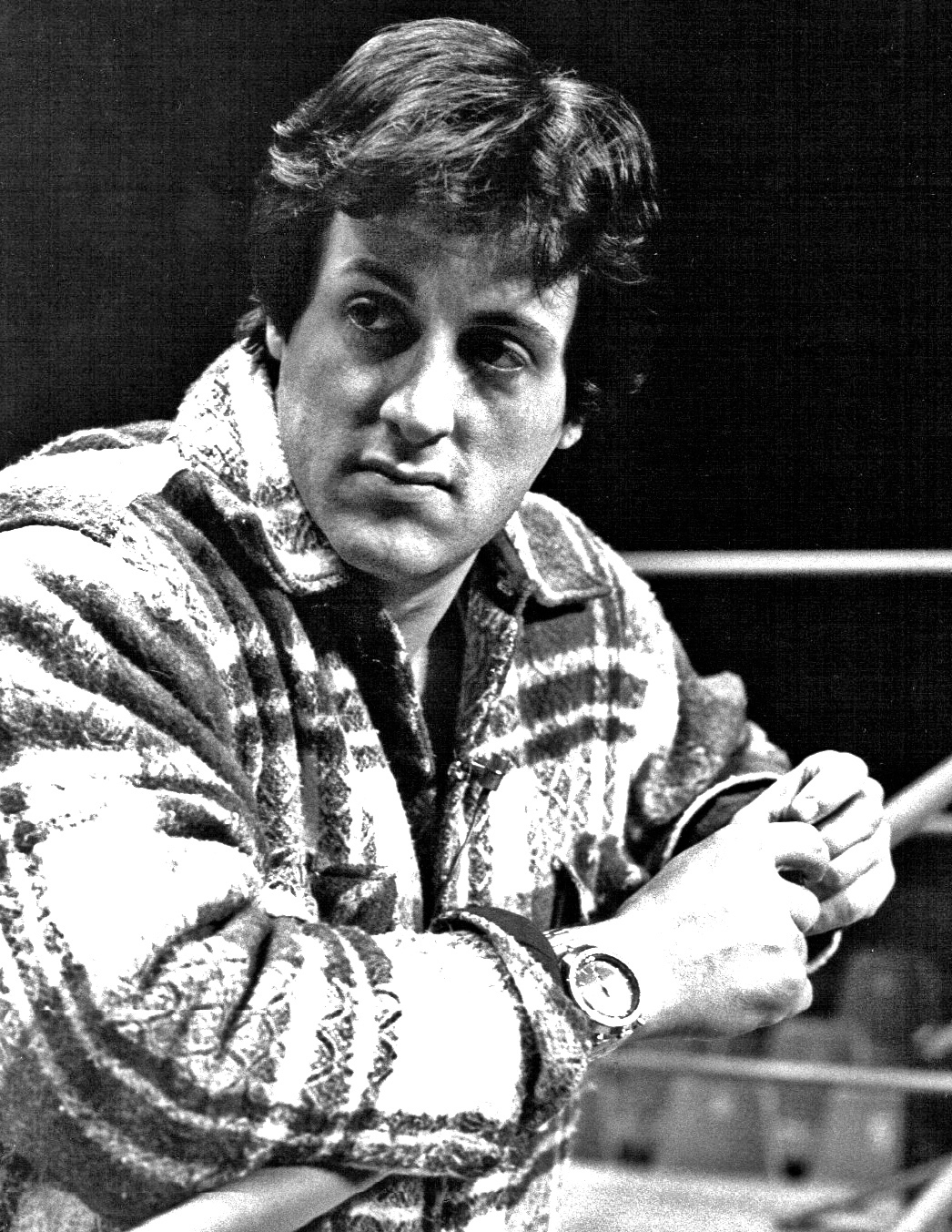
Stallone på en boxningsmatch mellan Ken Norton och Duane Bobick 1977.

Rocky fick en budget på 1 miljon dollar men spelade in 225 miljoner dollar, den blev också hyllad av kritiker där filmkritikern Roger Ebert tyckte Stallone påminde om en ung Marlon Brando. Filmen nominerades i tio kategorier på Oscarsgalan däribland Stallone som Bästa manliga huvudroll och Bästa originalmanus. Filmen kom att vinna för Bästa film, Bästa regi och Bästa klippning. Filmen är bevarad i USA:s kongressbibliotek för sin kulturella, historiska och estetiska betydelse. Mycket av filmens rekvisita är också bevarade på museet Smithsonian Institution. Scenen då Rocky springer upp för trapporna har kallats för den mest ikoniska filmscenen i modern film. Stallones val av inspelningsplats med trapporna upp till Philadelphia Museum of Art har lett till att de nu kallas "Rocky-trapporna". Det står också en bronsstaty av karaktären Rocky vid trapporna. Sylvester Stallone har också valts in i International Boxing Hall of Fame.
Stallone gjorde sin regidebut med ytterligare ett sportdrama som han både skrev och hade huvudrollen i med Paradise Alley (1978). Han skrev den innan Rocky, till en början som en roman, och hade några intresserade investerare som svek honom, vilket ledde till att han lade mer energi i Rocky. "Tacka gud för den masken, annars hade jag aldrig skrivit historien om Mr. Balboa" sade han senare i en intervju. Filmen möttes av en negativ kritikerkår som något orättvist jämförde den med just Rocky och kallade den för en B-film. Samma år skrev han även manus och medverkade i huvudrollen i F.I.S.T. som fackledaren Johnny Kovak som baserades löst på Jimmy Hoffa. Filmen mottog goda recensioner från kritiker.

### Rockys äventyr fortsätter
Stallone skulle reprisera sin roll som Rocky Balboa i Rocky II (1979) samt även regissera och skriva manuset. Efter succén med första filmen ville producenterna snabbt få ut en uppföljare. Regissören John G. Avildsen skulle först regissera men hoppade av tidigt då han hade andra åtagande. Stallone föreslog att han skulle regissera vilket både producenterna och filmbolaget snabbt röstade ner efter fiaskot med hans förra regiarbete Paradise Alley. Men hans gamla producentkollegor från första filmen, Irwin Winkler och Robert Chartoff, övertalade cheferna om att Stallones insats hade mycket att göra med föregångarens succé. Filmen blev en lika stor succé som sin föregångare om än något färre hyllningar.
Stallone syntes tillsammans med Billy Dee Williams i Nighthawks (1981) där de båda spelade två poliser som blir värvade till en antiterroristorganisation. Under inspelningens första dag blev regissören Bruce Malmuth sjuk och Stallone hoppade in som regissör den dagen, vilket resulterade i böter då man enligt facket inte fick göra så. Stallone ska enligt flera medarbetare ha regisserat fler delar även när regissören var på plats och dessutom varit behjälplig på många platser under inspelningen. Stallone insisterade på att göra sina egna stunts i filmen, vilket han ångrade när de spelade in en helikopterscen på hög höjd då Stallone är höjdrädd. "Jag har aldrig varit så rädd i hela mitt liv" sade han i en intervju. Under inspelningen på 15 veckor spenderade han sin lediga tid isolerad på hotellrummet då han blev stressad av de höga höjderna.
Stallone medverkade tillsammans med Michael Caine, Max von Sydow och fotbollsspelaren Pelé i Den sista matchen (1981), ett sportdrama om ett gäng krigsfångar som deltar i en nazistpropaganda uppvisningsmatch. Filmen fick ett bra mottagande från både kritiker och publik även om den skulle bli något hånad för sin historiska icke korrekthet. Stallone repriserade sedan sin roll som Rocky Balbo än en gång i Rocky III (1982) där han återigen stod för regin och manus. Inför att ta upp rollen igen låg han i hårdträning och besökte gymmet 6 dagar i veckan samt gjorde situps framför TV:n på kvällen, Stallone påstod att han aldrig varit så vältränad med kroppsfett på 2,8%. Filmen blev än mer inkomstbringande än föregångarna men fick blandade recensioner. Gene Siskel skrev för Chicago Tribune: "Förlåt att jag säger det, men där finns ingenting nytt med Rocky III, och vi sitter här och undrar varför den ens existerar. Vi ser ingenting nytt med karaktären Rocky, förutom att den mjuka sidan av hans själ, som var så tilltalande nu är så gott som borta. Rocky Balboa i Rocky III är inte längre sympatisk."

### Rambo

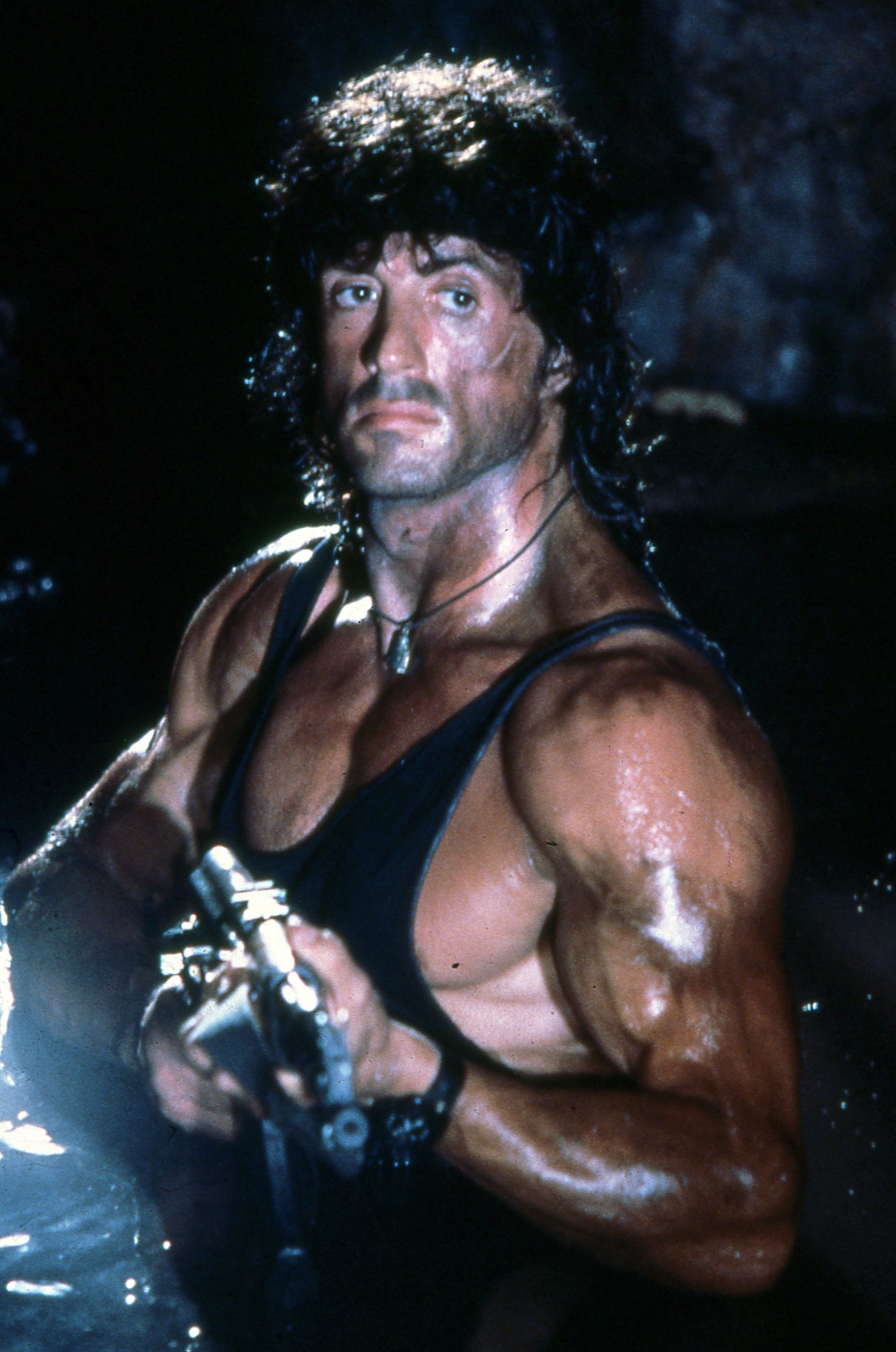
Stallone som John Rambo.

Samma år Rocky III hade premiär medverkade Stallone även i First Blood där han spelar Vietnamveteranen John Rambo, en förre detta medlem i Gröna baskrarna som hamnar i ett enmanskrig med lokala myndigheter i en mindre stad. Baserad på romanen Tvekampen av David Morrell fick Stallone rollen baserad på sina framgångar med de två första Rocky-filmerna och använde sitt inflytande för att göra karaktären mer sympatisk vilket gjorde honom till medförfattare på manuset. Filmens John Rambo dödar till exempel inte poliser medan bokens Rambo (i boken fick han aldrig heller ett förnamn) dödar flera. Filmen blev en stor finansiell framgång och var den första stora Hollywoodproduktionen att gå upp på kinesiska biografer. Den blev också kritikerrosad och Stallone hyllad för sin insats. Jack Hawkins på Slash Film skrev att det var Stallones bästa skådespelarinsats i hans karriär.
Stallone regisserade Staying Alive (1983), uppföljaren till succéfilmen Saturday Night Fever (1977) med John Travolta i huvudrollen. Travolta hade bett om Stallone som regissör efter att han hade sett Rocky III och var ute efter samma energi. Det kom att bli, till dags datum 2025, den enda film Stallone regisserat men inte skådespelat i själv. Han syns dock i en cameo. Filmen blev en kommersiell framgång trots att den blev brutalt sågad av kritiker, på recensionsidan Rotten Tomatoes innehar den till exempel 0% positiva recensioner. Stallone var sedan klar som huvudrollen som Axel Foley i Snuten i Hollywood (1984). Han gjorde drastiska ändringar i manuset där han tog bort all humor och förvandlade den till en vanlig actionfilm. Han döpte också om karaktären till ett italienskklingande efternamn som Cobretti. Enligt producenten Don Simpson var manuset bisarrt och hade alldeles för många scener där Stallone "tvålade in sina muskler". Simpson bad Stallone skriva om det men han vägrade och hoppade av filmen bara två veckor innan inspelningen skulle börja och Eddie Murphy tog sedermera över rollen. Stallone fokuserade istället på sin nästa film Rhinestone men skulle använda delar av sitt manus till filmen Cobra (1986).

### Ännu mer Rocky och Rambo
Under 1980-talet var Stallone en av de största actionhjältarna, nästan uteslutande i konkurrens enbart med Arnold Schwarzenegger. Detta var båda väl medvetna om och de uppträdde som rivaler. De attackerade varandra i pressen, gjorde skämtsamma referenser mot varandra i filmer och försökte överglänsa varandra med fler dödade per film och större vapen. Rivaliteten varade i nära 20 år. Stallone tog på sig roller även utanför actiongenren, oftast utan samma framgångar. En sådan roll var i musikalkomedin Rhinestone (1984) där han spelade en strävande countryartist vid sidan om Dolly Parton. Stallone sjöng själv i filmen och på filmens soundtrack medverkar han på flera låtar, oftast tillsammans med Parton. Filmen blev både ett finansiellt misslyckande och brutalt sågad. Största framgången fick Parton som hamnade på hitlistor med två av sina låtar. Stallone vann sin första Golden Raspberry Awards som Sämsta skådespelare, den första av många. Stallone sade senare att han ångrade att han gjorde filmen. Stallone tackade nej till huvudrollen i Den vilda jakten på stenen (1984) för att göra den.

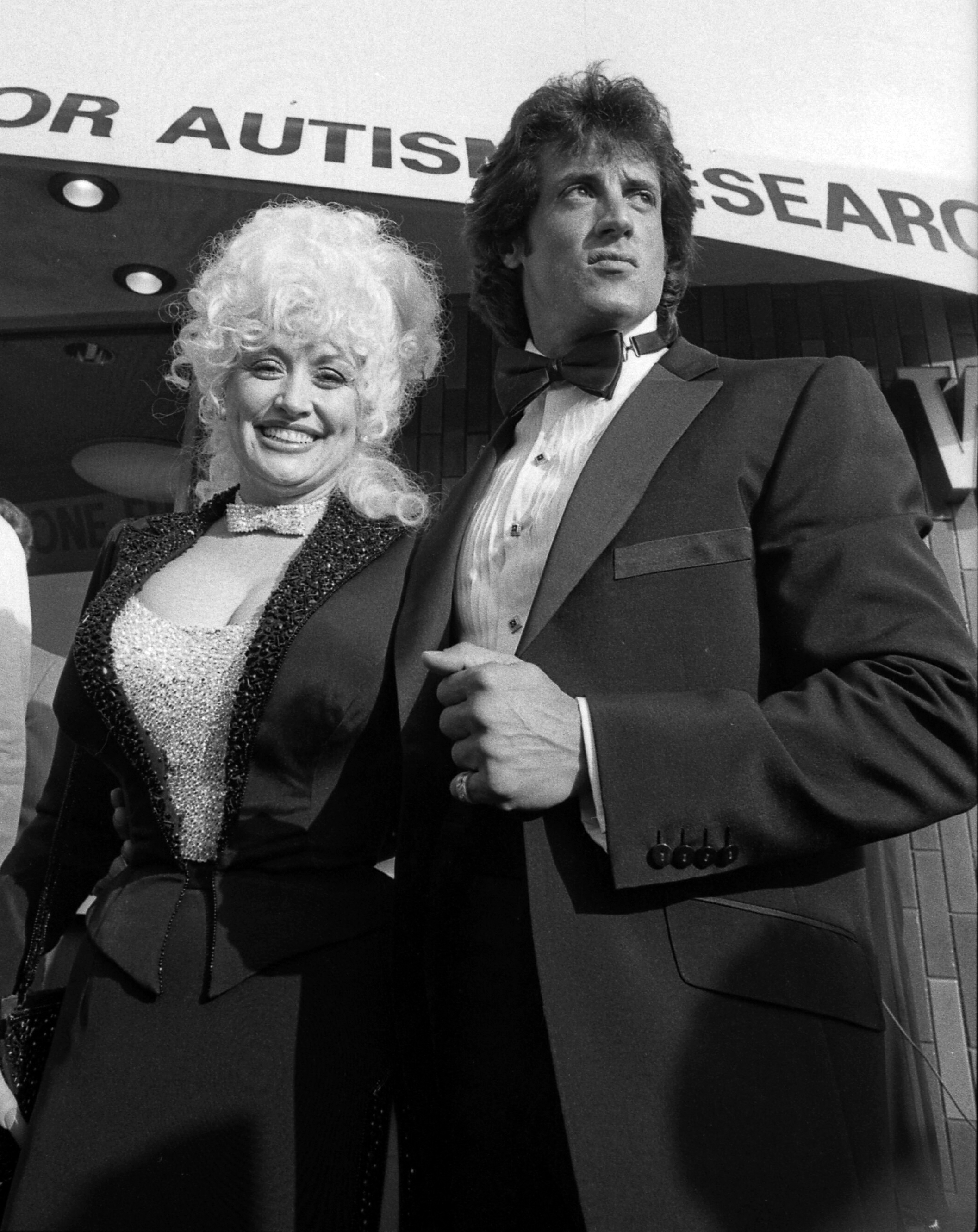
Dolly Parton och Sylvester Stallone 1984.

Framgångarna skulle dock fortsätta året därefter då han gjorde uppföljare och repriser av båda sina karaktärer Rocky Balboa och John Rambo. I Rambo – First Blood II skrev han manus tillsammans med James Cameron. Trots att filmen fick avsevärt sämre recensioner än föregångaren blev den en oerhörd succé och spelade in 300 miljoner dollar på en produktionsbudget på 25 miljoner dollar. Den kom också att bli ett populärkulturellt fenomen och har inspirerat flera actionfilmer och blivit parodi oräkneliga gånger. Stallone både skrev manus och regisserade Rocky IV där Rocky Balboa nu möte Ivan Drago, spelad av Dolph Lundgren. Under inspelningen sa Stallone åt Dolph Lundgren att slå honom så hårt han kunde i bröstet vilket ledde till att han blev knockad och fick tillbringa fyra dagar på sjukhuset. Även den blev en finansiell framgång som också spelade in 300 miljoner dollar trots sämre mottagande än föregångarna. Även om den vid tidpunkten fick dåliga recensioner så har den med tiden fått en kultstatus och blivit Rocky-fansens favorit. För båda filmerna fick Stallone sin andra, tredje och fjärde Golden Raspberry Awards för Sämsta skådespelare, Sämsta regissör och Sämsta manus.
Stallone skrev runt 1985 på ett avtal för flera filmer med filmbolaget Cannon Films där den första filmen var tänkt att vara en nyinspelningen av klassikern Panik i gangstervärlden (1938) där han skulle spela mot Christopher Reeve och regisseras av Menahem Golan. När de gjorde ett uttalande till pressen om att filmen var på gång så blev den mött av så mycket tveksamheter och ifrågasättande från kritiker och media att de istället fokuserade på att återuppliva delar av Stallones manus till Snuten i Hollywood med actionfilmen Cobra (1986). Filmbolaget och Stallone hade förhoppningen att filmen skulle bli Stallones nästa franchise och man gjorde flera referenser med Rocky och Rambo, som till exempel den enkla titeln med många liknande bokstäver. Bland kritiker blev den inte mottagen väl där TV Guide skrev: "Stallones karaktär är en tom muskelknutte, och de få försök som görs med lite insyn i karaktären är rentav skrattretande." Han blev också nominerad till både Sämsta skådespelare och Sämsta manus på Golden Raspberry Awards. Den blev dock en finansiell framgång och har med åren blivit en kultfilm.

### Ännu mer Rocky och Rambo (...igen)
Stallone fortsatte sitt samarbete med Cannon Films med familjefilmen Over the Top (1987) som även den var en sportfilm om en far som försöker förbättra sin kontakt med sin son genom armbrytartävlingar. Stallone fick en lön på 12 miljoner dollar för filmen. Den blev både ett finansiellt misslyckande och sågad av kritiker. Janet Maslin på The New York Times kallade den rörig och kritiserade den överdrivna produktplaceringen. Stallone blev återigen nominerad till Sämsta skådespelare på Golden Raspberry Awards. Han repriserade sedan sin roll som John Rambo i Rambo III (1988), en inspelning som drabbades av problem och Stallone sparkade flera personer ur besättningen. Filmen spelade in sämre än sina föregångare och fick till största del negativa recensioner från kritiker. Den blev också nominerad i 8 kategorier på Golden Raspberry Awards varav Stallone vann för Sämsta skådespelare.

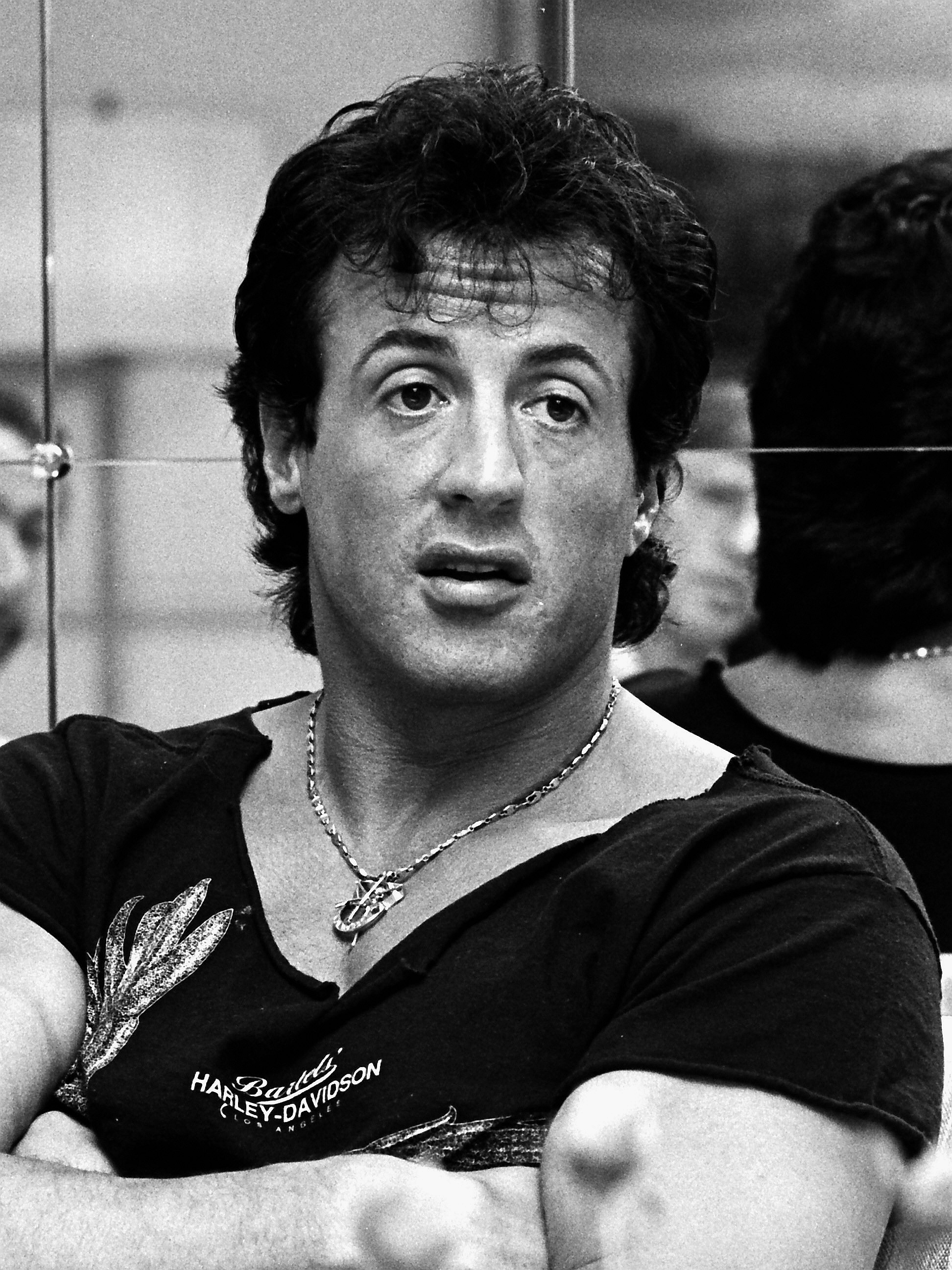
Sylvester Stallone i Sverige för att marknadsföra Rambo III 1988.

Stallone medverkade sedan tillsammans med Donald Sutherland i fängelseactionfilmen Lock Up (1989) vilken gick ganska obemärkt förbi. Stallone sade senare om filmen: "Det var inte en film som blev producerad eller skådespelad med tillräcklig mognad för att göra ett intryck på varken publiken eller på min karriär. Det är sanningen." Med en premiär precis innan jul, medverkade Stallone samma år i en av 1980-talets sista amerikanska storfilmer – Tango & Cash. I filmen paras hans karaktär (Tango) motvilligt ihop med Kurt Russells karaktär (Cash) i en actionkomedi för att hitta antagonisten som sätter dit dem för ett mord. Filmen blev inte väl mottagen av kritiker men drog in över 120 miljoner dollar. För båda sina roller 1989 blev Stallone nominerad till Sämsta skådespelare på Golden Raspberry Awards. Året efter blev han på galan även utsedd till Decceniets sämsta skådespelare.
Under 1980-talet blev Stallone också boxningspromotor och hans företag Tiger Eye Productions skulle komma att representera boxare som Sean O'Grady och Aaron Pryor. Stallone inledde nittiotalet med att reprisera Rocky Balboa än en gång i Rocky V (1990). Vid lanseringen marknadsfördes den som den sista filmen i serien och Stallones manus hade till en början en mycket mörkare ton med Rockys död än vad den till slut fick efter motstridigheter med filmbolaget United Artists. Filmen blev både sågad och den del i serien som spelade in absolut minst men ändock 160 miljoner dollar. Stallone själv har uttryckt ett hat mot filmen. Den blev också nominerad till sju stycken Golden Raspberry Awards däribland Stallone för Sämsta skådespelare.

### Stallones 1990-tal
Stallone gjorde en ovanlig komediroll i John Landis Oscar (1991), vilken blev ett finansiellt misslyckande och brutalt sågad av kritiker. Filmkritikern Dave Kehr skrev för Chicago Tribune: "För en film som är menad att definiera en lättsammare och fräschare bild av Stallone, så får inte Oscar det jobbet gjort." Även hans nästa komediförsök, Stopp! Annars skjuter morsan skarpt (1992) blev en katastrof bland biobesökare och kritiker. Rivalen Arnold Schwarzenegger blev först erbjuden rollen men tyckte manuset var fruktansvärt. Han skulle dock låtsas vara intresserad av rollen för att lura Stallone till att ta rollen i hopp om att sabotera hans karriär. Efter flera år med sågade filmer fick Stallone en comeback bland kritiker med bergsklättrarfilmen Cliffhanger (1993), som mottog bra recensioner och blev årets sjunde mest inkomstbringande film.

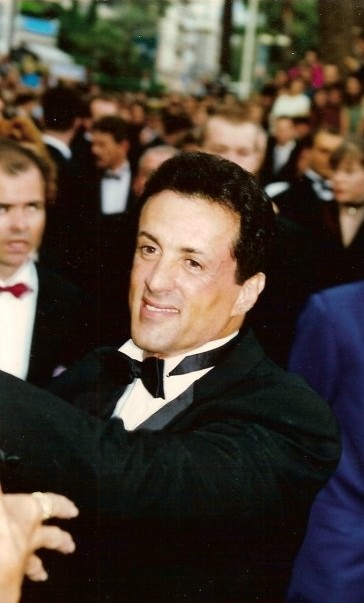
Stallone på Cannes filmfestival 1993.

Samma år medverkade han även tillsammans med Wesley Snipes och Sandra Bullock i sciencefiction actionfilmen Demolition Man som även den blev en succé bland kritiker och publik. Stallone tackade först nej till rollen men när frågan kom en gång till hade han ångrat sig och ville prova en genre han inte provat förut. Framgångarna fortsatte även när han medverkade bredvid Sharon Stone i Specialisten (1994) som dock blev brutalt sågad men har också utsetts till en underhållande dålig film. Stallone återvände till sciencefiction genren genom att spela titelkaraktären i Judge Dredd (1995) vilken baserades på serieromanerna med samma namn. Filmen blev sågad av kritiker och blev ett misslyckande i hemlandet USA, men i resten av världen skulle den bli populär och rädda filmen finansiellt. Den blir många gånger framröstad som Stallones sämsta film. Stallone fick genom sina succéer dessa år ett avtal på att regissera tre filmer från Universal Pictures för en lön på 60 miljoner dollar, vilket gjorde honom till den andra skådespelaren någonsin, efter Jim Carrey, att få 20 miljoner dollar för en film. Avtalet löpte ut under år 2000 utan att han regisserade en enda film, så han fick aldrig betalt.
1995 sågs Stallone även bredvid Antonio Banderas och Julianne Moore i actionfilmen Dödligt möte, vilken också blev sågad men inkomstmässigt framgångsrik. Även hans nästa film, katastroffilmen Daylight (1996) blev sågad och skulle precis som Judge Dredd inte nå en publik i hemlandet men bli en stor framgång utanför USA. Stallone syntes sedan i en ovanlig roll för att vara honom, som en överviktig sheriff i Cop Land (1997). Stallone gick upp 18 kg och spelade mot Robert De Niro, Harvey Keitel och Ray Liotta. Filmen fick övervägande god kritik och Stallone hyllades för sin insats, han mottog bland annat priset Bästa skådespelare på Stockholms filmfestival. Han avslutade 1990-talet med en röstroll i den animerade Antz (1998), vilken blev en stor framgång. För nästan samtliga filmer under 1990-talet blev Stallone nominerad till Sämsta Skådespelare på Golden Raspberry Awards och skulle vinna för Stopp! Annars skjuter morsan skarpt (1992) och Specialisten (1994). I den sistnämnda vann han dock för Sämsta duo. Demolition Man (1993), Cop Land (1997) och Antz (1998) undslapp att bli nominerade. Han skulle dock bli utnämnd till Århundrades sämsta skådespel med motiveringen: "För 99,5% av allting han någonsin gjort".

### Karriären dalar
Stallone inledde det nya århundradet med actionfilmen Get Carter (2000) en nyinspelning av den brittiska filmen Ta fast Carter! från 1971. Filmen blev ett finansiellt misslyckande och brutalt sågad, dock var somliga kritiker nöjda med Stallones insats. Stallone blev ändock nominerad till Sämsta skådespelare på Golden Raspberry Awards. Samma öde väntade hans följande filmer Driven (2001), Avenging Angelo (2002) och D-Tox (2002) som samtliga blev brutalt sågade och kommersiella misslyckanden. Dock var det enbart Driven som gav honom en nominering till Golden Raspberry Awards.
Han spelade sedan skurken i den tredje filmen i serien om Spy Kids – Spy Kids 3-D: Game Over (2003) som blev en oerhörd inkomstmässig framgång, men mottog mestadels negativ kritik. Stallone blev än en gång nominerad till Sämsta skådespelare på Golden Raspberry Awards. Samma år gjorde han också en cameo i den franska filmen Taxi 3 och medverkade i independentfilmen Shade som mottog en del bra kritik. Han hade också fått uppdraget att regissera och skådespela i den tilltänkta filmen Rampart Scandal som skulle handla om morden på Tupac Shakur och The Notorious B.I.G. och korruptionen runt det inom Los Angeles polisen. Den döptes senare om till Notorious och lades ner innan inspelning. Stallone skulle sedan ta en tre år lång paus från filmer, men syntes under tiden i TV-serien Las Vegas (2005) och realityserien The Contender (2006-2009). År 2006 utgavs också självbiografin Sly Moves som gav träningstips och tips på dieter, men innehöll också mycket bilder från hela hans karriär.

### Ännu mer Rocky och Rambo samt en ny franchise
Efter sin treåriga paus och 16 år sedan senaste Rocky filmen återvände Stallone i rollen med Rocky Balboa (2006). Han skrev även denna gången manus och stod för regin. Återkomsten blev en stor succé och Stallones bäst inkomstbringande film sedan Cliffhanger (1993). Även Stallone mottog fint beröm från kritiker för sin insats. Stallone fick samma år erbjudandet om att göra en nyinspelning av Death Wish – våldets fiende nr 1 från 1974 där han skulle ta över Charles Bronsons roll. Han skulle senare meddela att han inte längre var involverad i projektet. I en än senare intervju 2009 sade han igen att han var intresserad av projektet, men den gick istället till Bruce Willis och regin till Eli Roth.

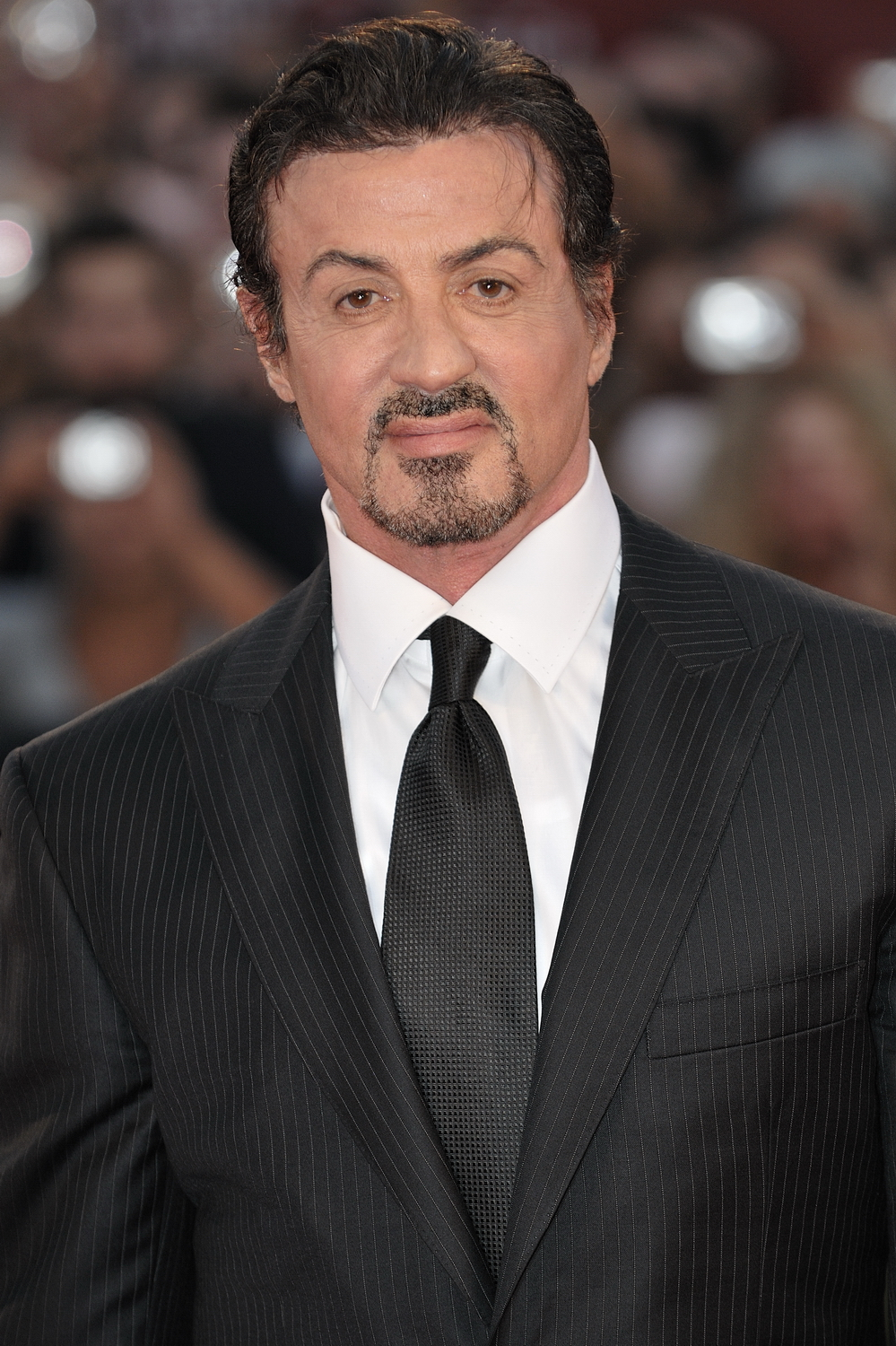
Stallone på filmfestivalen i Venedig 2009.

Redan 1997 hade rättigheterna till Rambo köpts av filmbolaget Miramax och de hade sedan dess velat göra en fjärde del av Rambo-serien och levererade ofta tänkbara manus till Stallone som inte gillade något av dem och kände inte för att återvända till rollen. Det slutade med att Miramax sålde vidare rättigheterna och där föreslog Stallone själv ett manus som blev filmen Rambo (2008). Filmen blev en inkomstmässig succé men skulle få blandat mottagande från kritiker. För The New York Times skrev filmkritikern A.O. Scott: "Mr. Stallone är smart nog – eller kanske dum nog, fast jag lutar mot att inte tro det – att presentera de mytiska dimensionerna av karaktären utan ursäkter eller ironi. Hans ansikte ser ut som vanskapt uthuggen granit, och hans skådespel är bara något mer uttrycksfull, men han får jobbet gjort. Välkommen tillbaka." Året därpå syntes han i en cameo som sig själv i Bollywoodfilmen Kambakkht Ishq.
Stallone skrev, regisserade och skådespelade i The Expendables (2010) i vilken Stallone samlade en ensemble med äldre och nyare actionhjältar som Jason Statham, Jet Li, Dolph Lundgren, Randy Couture, Terry Crews, Steve Austin och Mickey Rourke samt Arnold Schwarzenegger och Bruce Willis i cameos. Det var första gången rivalerna Schwarzenegger och Stallone syntes i samma film. Filmen möttes med blandade recensioner men scenen där de båda skådespelarna skulle mötas var högt emotsedd sedan ryktet spridits redan när scenen spelades in. Filmen blev Stallones största inkomstmässiga succé i hans karriär men han blev också nominerad till Sämsta regissör på Golden Raspberry Awards. Medan han filmade en scen mellan honom och fribrottaren Steve Austin bröt han nacken och har sedan dess en metallplatta i nacken. Uppföljaren The Expendables 2 kom redan 2012 där Jean-Claude Van Damme och Chuck Norris anslöt sig till ensemblen. Uppföljaren fick än ett bättre mottagande än föregångaren. Däremellan gjorde han rösten åt ett lejon i komedin Zookeeper (2011). 2012 var han också medförfattare till musikalen om Rocky och syntes i filmen Bullet to the Head som blev en besvikelse både ekonomisk och bland kritiker.

### Mer The Expendables och ännu mera Rocky, fast i biroll
Stallone återförenades med Arnold Schwarzenegger redan i Escape Plan (2013) som fick ett mediokert mottagande från kritiker. Neil Genzlinger från The New York Times skrev: "Scenerna med Mr. Stallone och Mr. Schwarzenegger är en besvikelse – det är deras första ihopparning som två huvudroller, ändå ger inte manuset dem det minnesvärda mötet som skulle fått publiken att yla av förtjusning. Men allt som allt så gör Escape Plan vad den är tänkt att göra". Den underpresterade på biograferna i hemlandet men skulle bli en finansiell framgång tack vare utländska biobesökare. Samma år medverkade han tillsammans med Robert De Niro i boxningskomedin Grudge Match som var en blinkning till de båda skådespelarnas två succéer Rocky och Tjuren från Bronx (för De Niro). Filmen blev ett finansiellt misslyckande och brutalt sågad där Peter Travers på Rolling Stone Magazine skrev: "Att se De Niro och Stallone pissa på sina mest ikoniska roller tillhandahåller ingen njutning. Det fick mig att känna mig – Ledsen. Ledsen. Ledsen." För samtliga filmer Bullet to the Head, Escape Plan och Grudge Match blev Stallone nominerad till Sämsta skådespelare på Golden Raspberry Awards.

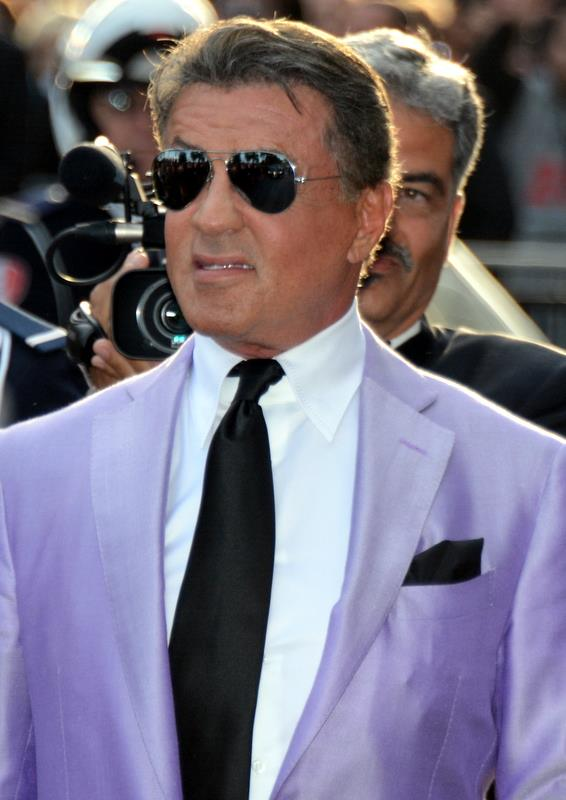
Stallone på Cannes filmfestival 2014 för att marknadsföra The Expendables 3.

Stallone repriserade sin roll som både skådespelare och manusförfattare i The Expendables 3 (2014) där nu Wesley Snipes, Antonio Banderas, Mel Gibson och Harrison Ford anslöt till rollistan. Filmen blev sågad av kritiker och skulle spela in mindre än sina föregångare. Man trodde först det berodde på att filmen läckte bara tre veckor innan sin premiär och var nedladdad 2 miljoner gånger. Men när studion räknade på den förlusten så var det inte mer än 4 miljoner dollar den förlorat. Stallone själv trodde det berodde på att de till skillnad från de föregående filmerna gjorde denna barntillåten. Samma år medverkade han också i dramafilmen Reach Me som blev brutalt sågad av kritiker.
Stallone skulle sedan återigen reprisera sin roll som Rocky Balboa, men nu i en biroll som tränare åt Apollo Creeds son Adonis Creed (spelad av Michael B. Jordan) i Creed (2015). Efter att nu ha spelat karaktären i sju filmer under en period på 40 år blev han återigen hyllad för sin insats från både kritiker och publik, något som inte hänt sedan den första filmen 1976. Han blev också Oscarsnominerad i kategorin Bästa manliga biroll och skulle vinna en Golden Globe i samma kategori. Golden Raspberry Awards belönade honom med The Razzie Redeemer Award för sin insats, ett pris som tilldelas en skådespelare som nominerats till Sämsta skådespelare flera gånger men anses ha höjt sin kvalité igen. Året därpå gjorde han en röstroll i den animerade Ratchet & Clank. Han gjorde ytterligare en röstroll i Den magiska cirkusen (2017) och gav sig också in i en ny franschise med Marvel Cinematic Universe där han spelade den mindre rollen som Stakar Ogord i Guardians of the Galaxy Vol. 2 (2017).

### Ännu mer av allt (samtliga franchise)
Stallone repriserade båda sina roller i Escape Plan 2: Hades och i Creed II, båda utkomna 2018. Escape Plan 2 släpptes direkt till video och blev brutalt sågad. Stallone har sagt att det är den mest fruktansvärda produktion han medverkat i under sin karriär. Han skrev på för en den tredje filmen Escape Plan: The Extractors (2019) under inspelningen. Den gick något bättre. Till Creed II skrev han än en gång manus och den fick ett bra mottagande från kritiker, särskilt för skådespelarinsatserna. Den blev även en finansiell succé och slog rekord för den live-action film med bäst premiär på Thanksgivinghelgen i USA. Samma år medverkade han också i actionfilmen Backtrace som också gick direkt till video och blev brutalt sågad. Under 2018 startade Stallone också filmbolaget Balboa Productions där han skulle stå för produktionen. De skrev snabbt ett flerårsavtal tillsammans med Starlight Culture Entertainment för att utveckla filmer och TV-program.

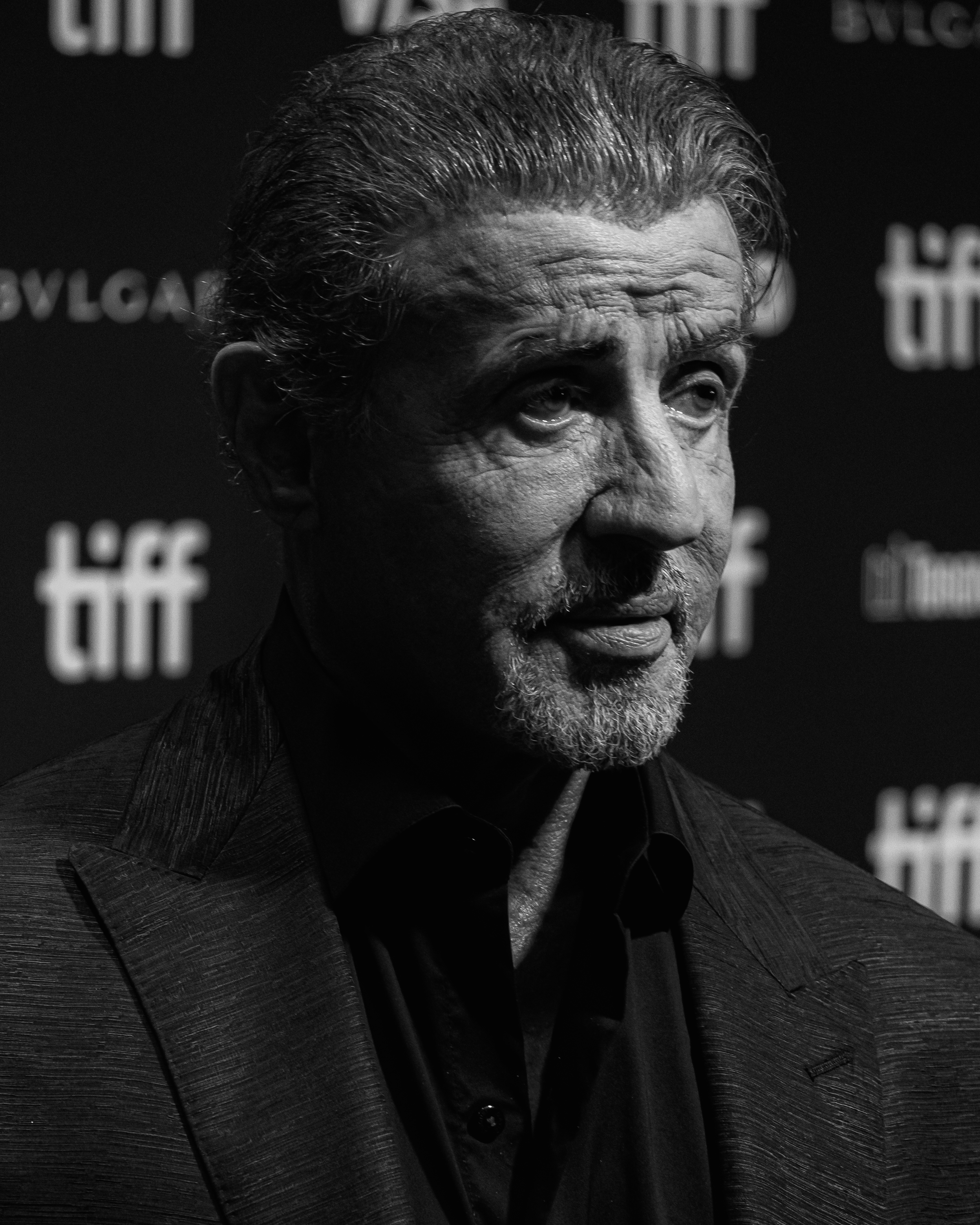
Stallone på Torontos filmfestival 2023.

Stallone repriserade även sin roll som John Rambo och som manusförfattare i Rambo: Last Blood (2019). Filmen presterade bra på biografer men kritiker ifrågasatte karaktären Rambo, manuset, våldet och det stereotypiska porträttet på mexikanare. Det gick så långt att flera kritiker kallade filmen för xenofobisk. Stallone blev nominerad till inte mindre än tre kategorier på Golden Raspberry Awards som Sämsta skådespelare, Sämsta manus och Sämsta filmkombination (tillsammans med sin impotenta ilska). Stallone gjorde sedan en röstroll till karaktären King Shark i superhjältefilmen The Suicide Squad (2021). Han medverkade i ytterligare en superhjältefilm i Samaritan (2022) som blev sågad av kritiker och skulle få en begränsad period på biografer på grund av covid-19-pandemins restriktioner. Även inspelningen fick pausas på grund av pandemin. Stallone blev än en gång nominerad till Sämsta skådespelare på Golden Raspberry Awards. Stallone medverkade samma år i sin första huvudroll i en TV-serie med Tulsa King i vilken han spelar maffiabossen Dwight Manfredi. Serien och Stallone har fått många hyllningar från kritiker även om flera också kritiserade dialogen och manuset.
Stallone repriserade även sin mindre roll som Stakar Ogord i Guardians of the Galaxy Vol. 3 (2023). Samma år repriserade han även sin roll i The Expendables-serien i del fyra, kallad Expend4bles. Filmen blev brutalt sågad och skulle inte ens spela in sin produktionskostnad. Den blev också nominerad till sju kategorier på Golden Raspberry Awards varav Stallone vann för Sämsta skådespelare. Han medverkade också tillsammans med sin familj (sin fru och tre döttrar) i reality serien The Family Stallone vilken blev förnyad för en andra säsong efter bara en vecka. År 2023 hade också Creed III premiär, men Stallone och hans rollkaraktär Rocky Balboa medverkade inte i filmen då han inte var överens med de andra i produktionen om vilken riktning den skulle ta. Stallone var dock krediterad som producent.

## Anseende

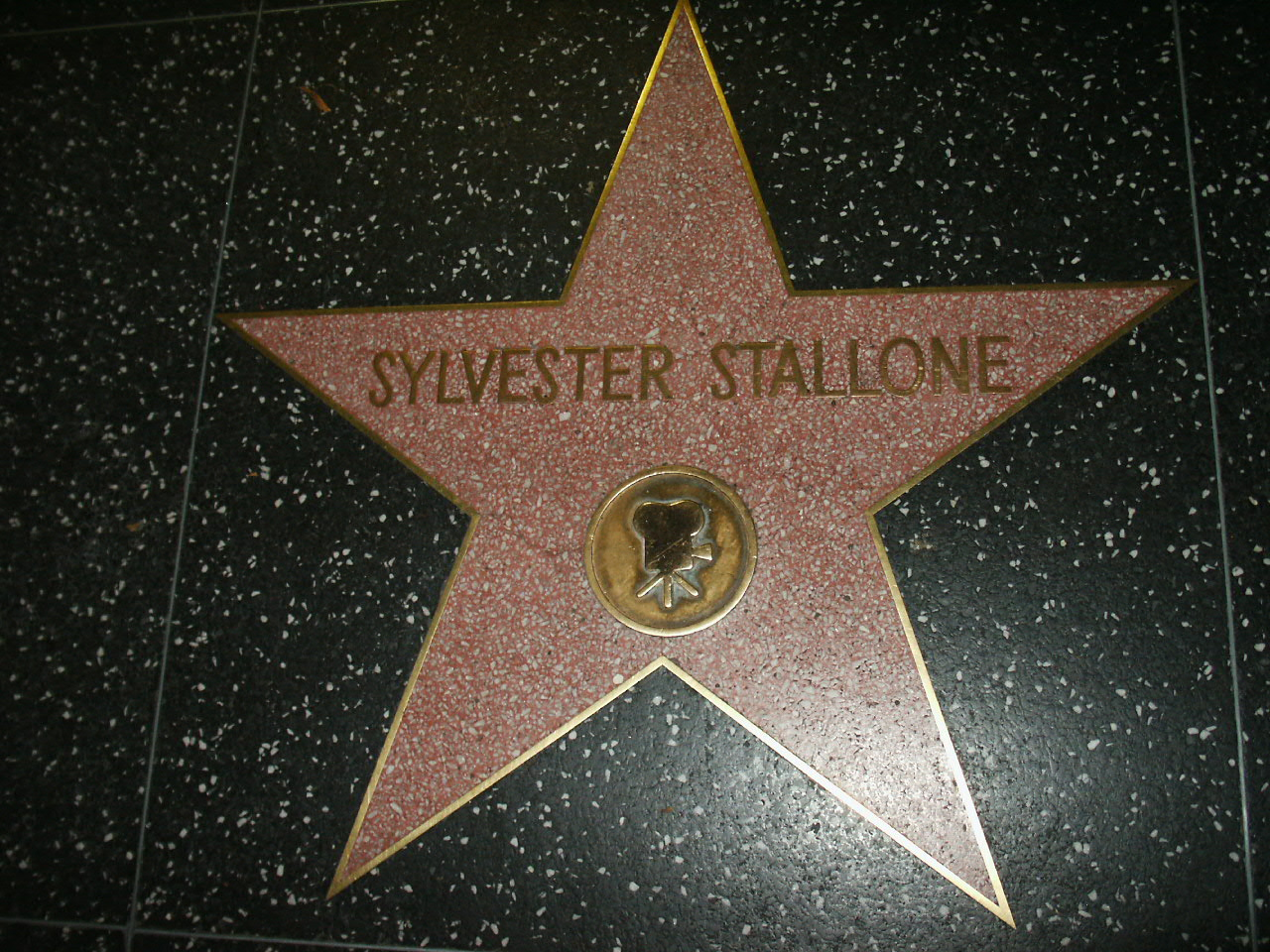
Stallones stjärna på Hollywood Walk of Fame.

Stallones filmkarriär sträcker sig över sex decennier och han är tillsammans med Harrison Ford den enda skådespelare som har haft en film på första platsen över mest besökta film under samtliga sex decennier. Han är också en av enbart tre skådespelare som nominerats för både Bästa originalmanus och Bästa manliga huvudroll på Oscarsgalan. Charlie Chaplin och Orson Welles lyckades med samma bedrift för Diktatorn (1940) och Citizen Kane (1941). Stallone blev nominerad för Rocky på Oscarsgalan 1977. Inom actionfilmer anses Stallone vara en ikon och banbrytande då han varit med och format hur den typiska 1980-talsactionhjälten skulle se ut, utmanad enbart av Arnold Schwarzenegger. Men då Schwarzenegger var professionell kroppsbyggare innan han var actionhjälte och anses ha en större fördel än Stallone har actionfans krediterat Stallone till den banbrytande actionhjälten, om än något omdebatterat.
Stallone har också utsetts till både 1980-talets och Århundradets Sämsta skådespelare av anti-galan Golden Raspberry Awards. Han är genom sina 40 nomineringar och 12 vinster på galan den skådespelare som både nominerats och vunnit flest gånger på galan. Adam Sandler, som innehar en andra placering, har nominerats 39 gånger med 9 vinster.

### Rivaliteten med Arnold Schwarzenegger
Stallone och Schwarzenegger var de två ledande actionhjältarna under 1980-talet. Skådespelarna träffades första gången på Golden Globe-galan 1977 där de blev placerade vid samma bord. Stallones film Rocky (1976) var nominerad till sex priser men ansågs vara en stor förlorare då den bara plockade hem en av dem. Samtidigt var Schwarzenegger nominerad till årets stjärnskott för sin film Kraftprovet (1976) som han vann. Stallone har vittnat om att Schwarzenegger hånskrattade varje gång Rocky förlorade i en kategori. När Rocky sedan plockade hem vinsten för Bästa film kastade Stallone en skål med blommor på Schwarzenegger.

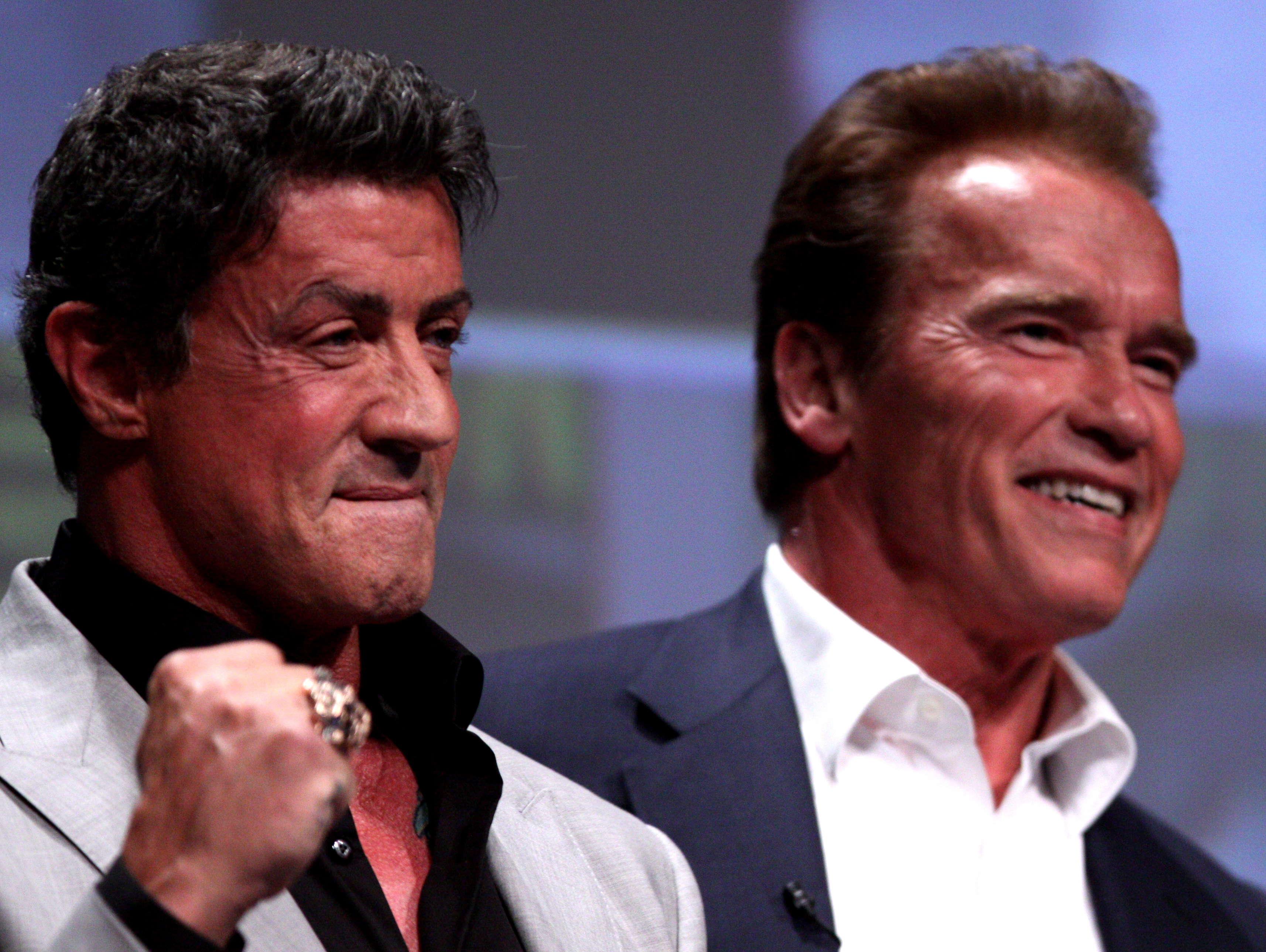
Sylvester Stallone och Arnold Schwarzenegger på San Diego Comic Con 2012.

Rivaliteten var igång och de attackerade varandra i pressen och försökte överglänsa varandra med flest dödade i varje film. I en intervju med News of the World 1985, sade Schwarzenegger om Stallone (som ansågs vara den större stjärnan av dem vid tillfället) att han använder en stuntkropp i flera av sina filmer. Schwarzenegger nämnde också att han blev rasande om de båda nämndes i samma mening. Samma tidning skulle 1988 påstå att Schwarzenegger var ett fan till Adolf Hitler med brinnande nazistiska och anti-semitiska åsikter. Vidare påstod artikeln att hans far Gustav Schwarzenegger var ansvarig för att ta judar i förvar och skicka dem till koncentrationsläger. Även om Schwarzeneggers far var medlem i det österrikiska Deutsche Nationalsozialistische Arbeiterpartei och troheten låg åt Nazityskland så finns det inga bevis för att han var ansvarig för att fånga judar eller att han var delaktig i några krigsbrott. Arnold som föddes två år efter regimens fall har alltid tagit avstånd från Nazityskland och sin fars åsikter. Journalisten påstod att det var Stallone som var källan till artikeln och påstod också att han hade erbjudit sig betala eventuella rättegångskostnader och böter. Tidningen bad om ursäkt 1989 och gick med på att betala ersättning till Schwarzenegger.
1988 rapporterade New York Post att Stallone och hans entourage gick in på en nattklubb, såg en bild på Schwarzenegger och krävde att den skulle tas ner annars skulle Stallone lämna klubben. Ägaren lämnade över bilden och Stallones livvakter slog sönder den. När Stallone fick läsa ett manus till en icke officiell biografi (skriven av samma journalist som skrev att Schwarzenegger var nazist) om Schwarzeneggers nazistfamilj, svåra barndom och användadet av steroider i sin ungdom ska Stallone varit så nöjd att han ska ha sagt att det var bättre än fyra avsugningar. Schwarzenegger har senare erkänt att han brukat steroider och att hans far misshandlat honom.
Inom sina filmer hade de också en förmåga att retas med varandra. I Rocky IV (1985) är karaktären Ivan Drago, spelad av Dolph Lundgren en muskulös skurk med en konstig accent, vilket skulle vara en referens till Schwarzenegger. I Twins (1988) gör Schwarzeneggers karaktär en hånfull gest som menar att hans karaktär har större muskler än Stallones Rambo. Stallone svarade på gesten i Tango & Cash (1989) där hans karaktär slår ner en man som liknar Schwarzenegger. Stallone har senare erkänt att han tänkte på Schwarzenegger medan de spelade in scenen. I Den siste actionhjälten (1993) syns en Terminator 2 - Domedagen affisch med Stallones ansikte och Schwarzeneggers karaktär ger en lustig komplimang till skådespelaren som också kan betyda att han är en lurig typ. I Stallones Demolition Man, finns en lustig hänvisning till Arnold Schwarzeneggers guvernörskap, innan skådespelaren sökte sig till politiken då ett bibliotek är döpt efter Schwarzenegger i filmen.

Stallone blev lurad av Schwarzenegger att ta rollen i den brutalt sågade Stopp! Annars skjuter morsan skarpt (1992). I en intervju med Jimmy Kimmel sa han:
"Jag läste manus och det var ett riktigt skitmanus. Låt oss vara ärliga. Jag sa till mig själv 'Jag kommer inte göra den här filmen...' Sen frågade de Stallone och han ringde upp mig för att fråga: 'Har de pratat med dig angående den här filmen?' Och jag svarade: 'Ja, jag funderar på att göra den. Det är en riktigt smart film, denna'. Eftersom han var så tävlingsinriktad sade han: 'Vad det än krävs, så ska jag göra filmen'. Så klart gick filmen rakt ner i toaletten."
I slutet av 1990-talet upphörde rivaliteten efter 20 år, då båda skådespelarnas stjärnstatus dalade och ingen av deras filmer hade någon direkt påverkan på topplistor längre. Vid millenniumskiftet rapporterades det att de båda syntes ihop och planerade att göra något ihop. Schwarzenegger bjöd också in Stallone på sina tillställningar under perioden han var guvernör i Kalifornien. Stallone skänkte också 15 000 dollar till Schwarzeneggers omval 2005. Paret har sedan dess synts tillsammans i filmerna The Expendables (2010), The Expendables 2 (2012), The Expendables 3 (2014) och Escape Plan (2013).

## Privatliv

### Relationer och familj
Stallone har varit gift tre gånger. Han har två söner från sitt första äktenskap och tre döttrar från sitt tredje äktenskap.
När Stallone var 28, 1974, gifte han sig med Sasha Czack. De fick två söner, Sage Moonblood Stallone (1976–2012) som dog av kranskärlssjukdomar 36 år gammal, och Seargeoh (född 1979) som blev diagnostiserad med autism i en ung ålder. Paret skilde sig 1985.

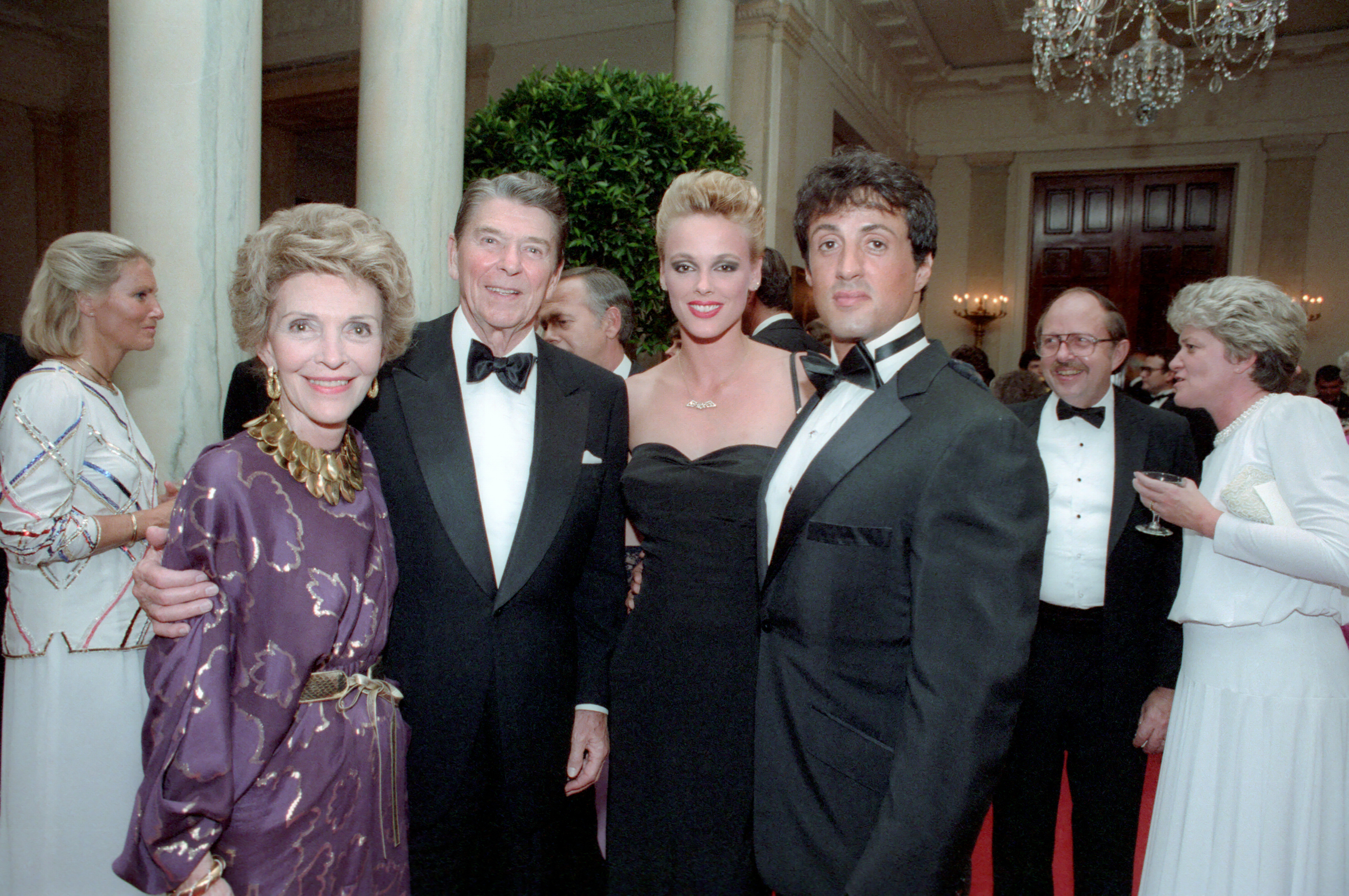
Nancy Reagan och Ronald Reagan tillsammans med Brigitte Nielsen och Stallone i Vita Huset 1985.

Stallone gifte sig 1985 med modellen och skådespelaren Brigitte Nielsen. Deras äktenskap som varade i två år och deras skilsmässa var ofta ett stort ämne för tabloidtidningarna.
Stallone mötte modellen Jennifer Flavin 1988 och var i en relation fram till 1994 då han hade haft en affär med modellen Janice Dickinson som blev gravid. Stallone förlovade sig med Dickinson men när barnet föddes och DNA visade på att Stallone inte var fadern bröt han förlovningen. Efter en kort förlovning med modellen Angie Everhart under 1995 återförenades Flavin och Stallone. Paret gifte sig 1997 och har tre barn ihop, Sophia Rose (född 1996), Sistine Rose (född 1998) och Scarlet Rose (född 2002). Efter 25 år i äktenskap lämnade Flavin in skilsmässopapper den 19 augusti 2022. Paret försonades igen en månad senare och slutförde aldrig skilsmässan.
Stallone och hans bror Frank har ett nära band och har arbetat ihop i flera filmer där Frank fått bidra med musik till bland annat Rambo – First Blood II (1985) och Staying Alive (1983). I Rocky (1976) syntes Frank som en gatumusiker. Hans låt "Far from Over" från Staying Alive blev en top 10-hit. Stallone hade också en halvsyster, Toni Ann Filiti som dog i lungcancer den 26 augusti 2012, 48 år gammal.
Stallone var nära vän till skådespelaren Joe Spinell men efter deras sista samarbete i Nighthawks (1981) bråkade de och hann aldrig försonas innan Spinell dog 1989.

### Religiös och politisk åskådning
Stallone döptes och uppfostrades till en hängiven katolik men slutade gå i kyrkan när hans karriär tog fart. Han återupptäckte sin tro när hans dotter föddes sjuk 1996 och skulle bli en strikt katolik igen 2006. Samma år uttalade om att han varit "förlorad" i frestelse av Hollywood men att han nu lagt sitt liv "i Guds händer". 2010 sade han dock i en intervju: "Jag är ganska spirituell, jag tror ganska mycket på själen. Jag är definitivt inte en ateist ... Jag döptes katolsk, men jag tillhör ingen strukturerad kyrka. Jag har inget emot det. Jag tror där är små godbitar av kunskap där, några underbara regler att leva för. Sen å andra sidan finns där smärtan det har skapat."
Även om Stallone har stöttat flera republikanska politiker, har han aldrig uttalat sig som republikan och inte heller varit medlem i partiet. Trots sina starka konservativa åsikter har han även donerat till demokrater så som Joe Biden och Christopher Dodd. Han är också en förespråkare för hårdare vapenlagar i USA och har kallats för "Den största anti-vapen kändisen i Hollywood". 1994 donerade Stallone 1000 dollar till Rick Santorums senatorskampanj. Stallone stöttade John McCain i presidentvalet 2008.
Under presidentvalet 2016 beskrev Stallone Donald Trump som en "Dickensk karaktär" och "större än livet" men stöttade inte Trump eller någon annan republikansk kandidat i valet. Samma år erbjöd Trump honom en plats i styrelsen över National Endowment for the Arts, men avböjde då han hellre ville arbeta med frågor som rör veteraner. 2023 donerade Stallone 11 600 dollar till den självständiga Arizona-senatorn Kyrsten Sinemas omval. Tillsammans med sin familj träffade han det året också påve Franciskus för ett privat möte i Vatikanen. Efter Trumps vinst av presidentvalet 2024 deltog Stallone på en tillställning på Mar-a-Lago där han höll ett tal till Trump och hyllade honom för att vara "en mytisk karaktär" och "den andra George Washington". Han jämförde också Trump med sin karaktär Rocky Balboa.
Den 16 januari 2025 utsågs Stallone tillsammans med Jon Voight och Mel Gibson till specialambassadörer i Hollywood av president Donald Trump. Ämbetet ska enligt presidenten gå ut på att göra "Hollywood starkare än någonsin" och ta tillbaka "förlorade affärer från utlandet". Ingen av skådespelarna hade någon aning om sina tilldelade roller förrän Trump gjorde uttalandet. Det är också oklart vad deras ämbete innebär, vad deras uppdrag innefattar och hur det ska genomföras.

### Rättstvister
Stallones halvsyster Toni-Ann Filiti fick 1987 en 2 miljoner dollar förlikning från Stallone samt en månatlig summa samt ersättning för psykiatri och mediciner efter att Filiti hotat Stallone med en stämning för misshandel. Representanter för Stallone samt hans mor förnekade alla anklagelser och anklagade Filiti för utpressning och att vara en missbrukare. Filitis son Edd Filiti skulle däremot senare berätta att hans mor varit väldigt upprörd över Stallones beteende fram till hennes död 2012.
I februari 2001 stämde den exotiska dansaren Margie Carr Stallone för våldtäkt på gymmet de båda var medlemmar på. Stallones advokat slog ner stämningen då han menade att Carr sålde historien till tabloidtidningen Globe månaden innan hon lämnade in stämningsansökan.
2007 upptäcke tullen i Australien 48 flaskor av det humana tillväxthormonet Jintropin i Stallones resväska. Stallone erkände sig skyldig till brottet av innehav i rättegången.
2016 blev Stallone polisanmäld och anklagad för våldtäkt på en 16 årig flicka under inspelningen av Over the Top i Las Vegas 1986. Den då 40-åriga kvinnan har påstått att hon blev tvingad till en trekant med Stallone och hans livvakt. Stallone förnekade alla anklagelser och hans dåvarande fru Brigitte Nielsen försvarade honom och sade att hon var med honom vid det påstådda tillfället. Hans medspelare från filmen, David Mendenhall, förnekade också påståenden om att det var han som introducerat Stallone för den 16 åriga flickan.
Stallone blev anklagad för våldtäkt även i november 2017. Detta skulle ha skett på hans kontor i Santa Monica tidigt 1990-tal. Stallone förnekade anklagelserna. Hans advokat lyckades avslöja att kvinnan försökte sälja storyn till ett nöjesmagasin innan hon polisanmälde ärendet. Stallones advokat erkände att Stallone haft en relation med kvinnan 1987 men de hade också två vittnen som kunde motbevisa anklagelserna. En förundersökning genomfördes och inget åtal väcktes mot Stallone då kvinnan inte kunde presentera vittnen. Stallone gjorde sedan en polisanmälan mot kvinnan som menade att hon ljugit på offentliga dokument.

## Filmografi

### Film
| År   | Titel                                               | Roll                                  | Notering                                  |
| ---- | --------------------------------------------------- | ------------------------------------- | ----------------------------------------- |
| 1969 | The Square Root                                     | Statist                               | Okrediterad                               |
| 1969 | Sekundjakten                                        | Stamgäst / Statist                    | Okrediterad                               |
| 1970 | M*A*S*H                                             | Soldat vid bord / Statist             | Okrediterad                               |
| 1970 | Älskare och andra skojare                           | Bröllopsmarskalk / Statist            | Okrediterad                               |
| 1970 | The Sidelong Glances of a Pigeon Kicker             | Partygäst / Statist                   | Okrediterad                               |
| 1970 | The Party at Kitty and Stud's                       | Hingsten                              | Även lanserad som Italian Stallion        |
| 1971 | Bananas                                             | Gangster i tunnelbana / Statist       | Okrediterad                               |
| 1971 | Klute – en smart snut                               | Stamgäst på klubb / Statist           | Okrediterad                               |
| 1972 | Go’dag yxskaft?                                     | Hotellgäst / Statist                  | Okrediterad                               |
| 1973 | Tjallaren                                           | Jerry Savage                          |                                           |
| 1974 | Adjö till gänget                                    | Stanley Rosiello                      |                                           |
| 1975 | Snacka om trubbel                                   | Ungdom i parken                       |                                           |
| 1975 | Capone                                              | Frank Ralph "The Enforcer" Nitti      |                                           |
| 1975 | Death Race 2000                                     | Joe "Machine Gun" Viterbo             |                                           |
| 1975 | Mandingo                                            | Vittne till lynchning / Statist       | Okrediterad / Bortklippt scen             |
| 1975 | Kör hårt, Marlowe                                   | Jonnie                                |                                           |
| 1976 | Cannonball                                          | Mafioso#2                             | Cameo                                     |
| 1976 | Rocky                                               | Robert "Rocky" Balboa                 | Även manus                                |
| 1978 | F.I.S.T.                                            | Johnny Kovak                          | Även manus                                |
| 1978 | Paradise Alley                                      | Cosmo Carboni                         | Även regissör och manus                   |
| 1979 | Rocky II                                            | Robert "Rocky" Balboa                 | Även regissör och manus                   |
| 1981 | Nighthawks                                          | Sergeant Deke DaSilva                 | Även okrediterad medregissör              |
| 1981 | Den sista matchen                                   | Kapten Robert Hatch                   |                                           |
| 1982 | Rocky III                                           | Robert "Rocky" Balboa                 | Även regissör och manus                   |
| 1982 | First Blood                                         | John J. Rambo                         | Även manus                                |
| 1983 | Staying Alive                                       | Man på gatan                          | Cameo, även regissör, manus och producent |
| 1984 | Rhinestone                                          | Nick Martinelli                       | Även manus                                |
| 1985 | Rambo – First Blood II                              | John J. Rambo                         | Även manus                                |
| 1985 | Rocky IV                                            | Robert "Rocky" Balboa                 | Även regissör och manus                   |
| 1985 | Heart of a Champion: The Ray Mancini Story          | ---                                   | TV-film, enbart producent                 |
| 1986 | Cobra                                               | Löjtnant Marion "Cobra" Cobretti      | Även manus                                |
| 1987 | Over the Top                                        | Lincoln "Linc" Hawk                   | Även manus                                |
| 1988 | Rambo III                                           | John J. Rambo                         | Även manus                                |
| 1989 | Lock Up                                             | Frank Leone                           |                                           |
| 1989 | Tango & Cash                                        | Raymond "Ray" Tango                   |                                           |
| 1990 | Rocky V                                             | Robert "Rocky" Balboa                 | Även manus                                |
| 1991 | Oscar                                               | Angelo "Snaps" Provolone              |                                           |
| 1992 | Stopp! Annars skjuter morsan skarpt                 | Sergeant Joseph Andrew "Joe" Bomowski |                                           |
| 1993 | Cliffhanger                                         | Ranger Gabriel "Gabe" Walker          | Även manus                                |
| 1993 | Demolition Man                                      | Sergeant John Spartan                 |                                           |
| 1994 | Specialisten                                        | Kapten Ray Quick                      |                                           |
| 1995 | Your Studio and You                                 | Sig själv                             | Kortfilm, Cameo                           |
| 1995 | Judge Dredd                                         | Judge Joseph Dredd                    |                                           |
| 1995 | Dödligt möte                                        | Robert Rath / Joseph Rath             |                                           |
| 1996 | Daylight                                            | Chief Kit Latura                      |                                           |
| 1997 | Cop Land                                            | Sheriff Freddy Heflin                 |                                           |
| 1997 | An Alan Smithee Film: Burn Hollywood Burn           | Sig själv                             | Cameo                                     |
| 1997 | The Good Life                                       | Boss                                  | Cameo, ej utgiven                         |
| 1998 | Antz                                                | Korpral Weaver                        | Röstroll                                  |
| 2000 | Get Carter                                          | Jack Carter                           |                                           |
| 2001 | Driven                                              | Joe "The Hummer" Tanto                | Även manus och producent                  |
| 2002 | D-Tox                                               | Agent Jake Malloy                     |                                           |
| 2002 | Avenging Angelo                                     | Frankie Delano                        |                                           |
| 2003 | Taxi 3                                              | Passagerare på flygplats              | Cameo                                     |
| 2003 | Shade                                               | Dean "The Dean" Stevens               |                                           |
| 2003 | Spy Kids 3-D: Game Over                             | Agent Sebastian "The Toymaker"        |                                           |
| 2006 | Rocky Balboa                                        | Robert "Rocky" Balboa                 | Även regissör och manus                   |
| 2008 | Rambo                                               | John J. Rambo                         | Även regissör och manus                   |
| 2009 | Kambakkht Ishq                                      | Sig själv                             | Cameo                                     |
| 2010 | The Expendables                                     | Barney Ross                           | Även regissör och manus                   |
| 2011 | Zookeeper                                           | Lejonet Joe                           | Röstroll                                  |
| 2012 | The Expendables 2                                   | Barney Ross                           | Även manus                                |
| 2012 | Bullet to the Head                                  | James "Jimmy Bobo" Bonomo             |                                           |
| 2013 | Escape Plan                                         | Ray Breslin / Anthony Portos          |                                           |
| 2013 | Homefront                                           | ---                                   | Enbart manus och producent                |
| 2013 | Grudge Match                                        | Henry "Razor" Sharp                   |                                           |
| 2014 | The Expendables 3                                   | Barney Ross                           | Även manus                                |
| 2014 | Reach Me                                            | Chief Gerald Cavallo                  |                                           |
| 2015 | Creed                                               | Robert "Rocky" Balboa                 | Även producent                            |
| 2016 | Ratchet & Clank                                     | Löjtnant Victor Von Ion               | Röstroll                                  |
| 2017 | Guardians of the Galaxy Vol. 2                      | Stakar Ogord                          |                                           |
| 2017 | Den magiska cirkusen                                | Bulletman                             | Röstroll                                  |
| 2018 | Escape Plan 2: Hades                                | Ray Beslin                            |                                           |
| 2018 | Creed II                                            | Robert "Rocky" Balboa                 | Även manus och producent                  |
| 2018 | Backtrace                                           | Detective Sykes                       |                                           |
| 2019 | Escape Plan: The Extractors                         | Ray Beslin                            |                                           |
| 2019 | Rallying Cry                                        | Jasper Reese                          | Kortfilm                                  |
| 2019 | Rambo: Last Blood                                   | John J. Rambo                         | Även manus                                |
| 2019 | One Night: Joshua vs. Ruiz                          | Sig själv                             | Dokumentär, även producent                |
| 2021 | The Making of Rocky vs. Drago by Sylvester Stallone | Sig själv                             | Dokumentär, även producent                |
| 2021 | The Suicide Squad                                   | Nanaue / King Shark                   | Röstroll                                  |
| 2022 | Samaritan                                           | Joe Smith / Samaritan / Nemesis       | Även producent                            |
| 2022 | MVP                                                 | ---                                   | Enbart producent                          |
| 2023 | Creed III                                           | ---                                   | Enbart producent                          |
| 2023 | Guardians of the Galaxy Vol. 3                      | Stakar Ogord                          |                                           |
| 2023 | Expend4bles                                         | Barney Ross                           |                                           |
| 2023 | Sly                                                 | Sig själv                             | Dokumentär, även producent                |
| 2024 | Lost on a Mountain in Maine                         | ---                                   | Enbart producent                          |
| 2024 | Armor                                               | Rook                                  |                                           |
| 2025 | Alarum                                              | Agent Chester                         |                                           |
| 2025 | A Working Man                                       | ---                                   | Enbart manus och producent                |
| 2025 | Giant                                               | ---                                   | Enbart producent                          |

### TV
| År        | Titel                                    | Roll                          | Notering                                                    |
| --------- | ---------------------------------------- | ----------------------------- | ----------------------------------------------------------- |
| 1973      | The Evil Touch                           | ---                           | Enbart manus, avsnitt: "Heart to Heart"                     |
| 1975      | Police Story                             | Elmore "Rocky" Caddo          | Avsnitt: "The Cutting Edge"                                 |
| 1975      | Kojak                                    | Detective Rick Daly           | Avsnitt: "My Brother, My Enemy"                             |
| 1979      | Mupparna                                 | Sig själv                     | Avsnitt: "Sylvester Stallone"                               |
| 1991      | Fortsätt drömma                          | Sig själv                     | Avsnitt: "The Second Greatest Story Ever Told: Parts 1 & 2" |
| 1997      | Saturday Night Live                      | Värd                          | Avsnitt: "Sylvester Stallone / Jamiroquai"                  |
| 2002      | Father Lefty                             | ---                           | Enbart manus och producent, avsnitt: "Pilot"                |
| 2002      | Liberty's Kids                           | Paul Revere                   | Röstroll, avsnitt: "Midnight Ride"                          |
| 2005      | Las Vegas                                | Frank "The Repairman"         | 2 avsnitt                                                   |
| 2005      | The Contender Rematch: Mora vs. Manfredo | ---                           | TV-special, enbart producent                                |
| 2006-2009 | The Contender                            | Värd                          | 16 avsnitt, även producent                                  |
| 2010      | Inferno: The Making of 'The Expendables' | Sig själv                     | TV-dokumentär, även producent                               |
| 2013      | Saturday Night Live                      | Three Wise Guys               | Cameo, avsnitt: "John Goodman / Kings of Leon"              |
| 2016      | Strong                                   | ---                           | Enbart producent, 3 avsnitt                                 |
| 2017      | Ultimate Beastmaster                     | ---                           | Enbart producent, 24 avsnitt                                |
| 2017      | This Is Us                               | Sig själv                     | Avsnitt: "Déjà Vu"                                          |
| 2022-     | Tulsa King                               | Dwight "The General" Manfredi | 19 avsnitt, även producent                                  |
| 2023-     | The Family Stallone                      | Sig själv                     | 18 avsnitt, även producent                                  |
| 2025      | Extracted                                | ---                           | Enbart producent, 7 avsnitt                                 |

### Teater
| År   | Titel | Roll                     | Teater                       |
| ---- | ----- | ------------------------ | ---------------------------- |
| 1971 | Score | Telephone Repairman Mike | Martinique Theater, New York |